# Centaurea cariensis
Centaurea cariensis — вид рослин з роду волошка (Centaurea), з родини айстрових (Asteraceae).

## Опис рослини
Це багаторічна рослина дерев'янистою основою та кількома від прямовисних до висхідних стебел, 15–40 см, які гіллясті у верхній частині, гілки прості або з кількома вторинними гілками. Листки біло-волосисті в молодому віці, пізніше тонко-сіро-волосисті; листки стерильних розеток на довгих ніжках, від перистодольних до ліроподібних, з 2- 4- парами лінійно-ланцетних бічних сегментів шириною 1–3 мм і кінцевим сегментом шириною 1–20 мм, рідко прості; стовбурові листя перисторозділені з кількома парами бічних сегментів або верхні прості. Квіткові голови поодинокі на кінці гілок. Кластер філаріїв (приквіток) 8–11 × 3–6 мм, циліндричний, у формі лійки під час плодоношення; придатки не повністю приховують базальні частини філаріїв, коричневі. Квітки трояндово-пурпурні. Сім'янки 2.8–3.5 мм; папуси 1.5–4 мм. Період цвітіння: червень — липень.

## Середовище проживання
Ендемік Туреччини (Анатолія). Населяє відкриті ліси, кам'янисті схили, скелі, 900–2300 м.